# سینما بهمن (قزوین)
سینما بهمن یک سینما در شهر قزوین، ایران است.
این سینما که متعلق به حوزه هنری می‌باشد با دو سالن در سال ۱۳۸۶ تأسیس شده‌است.